# Kirk Archibeque
Kirk Archibeque (Durango, 27 settembre 1984) è un ex cestista statunitense, professionista in Europa.

## Palmarès
- Campionato georgiano: 1

MIA Academy: 2012-13